# Thomas Berger (Regisseur)
Thomas Berger (* 31. Dezember 1959 in Dortmund) ist ein deutscher Filmregisseur und Drehbuchautor.

## Leben
Thomas Berger studierte an der Hochschule für Fernsehen und Film München und war danach als Regieassistent tätig. 1997 erfolgte mit Busenfreunde seine erste Regiearbeit. Für Busenfreunde 2 – Alles wird gut! wurde er 1999 mit dem Bayerischen Fernsehpreis ausgezeichnet.

## Filmografie (Auswahl)
- 1997: Busenfreunde
- 1998: Busenfreunde 2 – Alles wird gut!
- 1999: Rendezvous mit dem Teufel
- 2001: Ein unmöglicher Mann (Fünfteiler)
- 2002: Operation Rubikon
- 2003–2010: Kommissarin Lucas (Fernsehserie, 14 Folgen, Drehbuch und Regie)
- 2004: Mein Weg zu dir heißt Liebe
- 2008: Wir sind das Volk – Liebe kennt keine Grenzen
- 2010: Bella Vita
- 2012: Der Teufel von Mailand (Drehbuch)
- 2013: Der Prediger (Fernsehfilm)
- 2013: Ein weites Herz – Schicksalsjahre einer deutschen Familie
- 2014: Die Flut ist pünktlich
- 2015: Tod eines Mädchens (Fernseh-Zweiteiler)
- 2015: Der Verlust
- 2016: Solo für Weiss – Das verschwundene Mädchen (Drehbuch & Regie)
- 2016: Solo für Weiss – Die Wahrheit hat viele Gesichter
- 2016: Neben der Spur – Todeswunsch
- 2017: Allmen und das Geheimnis der Libellen
- 2017: Allmen und das Geheimnis des rosa Diamanten
- 2017: Angst – Der Feind in meinem Haus
- 2019: Die verschwundene Familie (Fernseh-Zweiteiler)
- 2019: Der Anfang von etwas
- 2019: Allmen und das Geheimnis der Dahlien
- 2023: Mordach – Tod in den Bergen (Drehbuch)
- 2025: Lillys Verschwinden (Fernseh-Zweiteiler, Drehbuch und Regie)